# Лунка (приток Соти)
Лунка — река в России, протекает в Даниловском районе Ярославской области, на незначительном участке по реке проходит граница с Первомайским районом. Устье реки находится по правому берегу реки Соть в 51 км от её устья. Длина реки составляет 49 км, площадь бассейна — 348 км².
Сельские населённые пункты около реки: Даниловский район — Зуево, Корякино, Кондратово, Хабарово, Хабарово; Первомайский район — Павличино, Борщевка, Портомои; Даниловский район — Березники, Волосово, Запесье, Раи, Кукуйка, Угодье, Мошково, Салово, Слобода, Рощино, Ртищево, Лагерево, Шишкино, Елково, Покров, Кузнецово, Гасниково, Лунка, Киндерево, Матвейково, Демьянки, Деревеньки, Шилово, Ристово, Ерденево.
Около Слободы, Рощино, Ртищево и Лагерево реку пересекают автомагистраль М8 «Москва — Архангельск» и железная дорога Данилов — Вологда; около Лунки — железная дорога Данилов — Любим.
Крупнейшие притоки
Ковонка (слева), Чёрная (слева), Пеленга (33 км от устья, справа), Мускулка (слева), Викшера (справа), Шохонка (справа).

## Данные водного реестра
По данным государственного водного реестра России относится к Верхневолжскому бассейновому округу, водохозяйственный участок реки — Волга от Рыбинского гидроузла до города Кострома, без реки Кострома от истока до водомерного поста у деревни Исады, речной подбассейн реки — Волга ниже Рыбинского водохранилища до впадения Оки. Речной бассейн реки — (Верхняя) Волга до Куйбышевского водохранилища (без бассейна Оки).
Код объекта в государственном водном реестре — 08010300212110000011627.

## Палеонтология
На обоих берегах реки в районе её устья вблизи деревень Ерденево, Китаево и Ристово расположены отложения рыбинского горизонта раннего триасового периода — единственное в Даниловском районе местонахождение дочетвертичного возраста. В этих слоях обнаружены ископаемые остатки харовых водорослей, корни растения Radicites erraticus, остракоды, конхостраки (в частности Estheriina aequalis, похожие на листоногих из Тихвинского местонахождения) и кости темноспондильной амфибии Benthosuchus korobkovi.